# Лебедєва Тетяна Яківна
Лебедєва Тетяна Яківна — українська державна діячка та медіаменеджерка. Почесний голова Національної асоціації медіа. Член Національної ради України з питань телебачення і радіомовлення у 2003—2010 рр., державний службовець першого рангу.
Перша голова Наглядової ради Національної суспільної телерадіокомпанії України.

## Життєпис
Народилась у м. Чита (Російська Федерація).
У 1977 році закінчила механіко-математичний факультет Дніпропетровського державного університету.
У 1977—1992 рр. займалася науковою діяльністю.
З 1995 року працювала заступником генерального директора телекомпанії «Приват ТБ Дніпро», а з 1997 року — головним продюсером «Телевізійної служби Дніпропетровська».
В 1997 році навчалась у «Вищій школі масової комунікації», на курсах для керівників телерадіоорганізацій.
В 1999 році навчалася на курсах «Менеджмент у телебаченні» (Велика Британія).
У 2000 році створила та очолила Незалежну асоціацію телерадіомовників (з 2019 року носить назву «Національна асоціація медіа») — найбільше професійне об'єднання українських медіа. До сьогодні залишається Почесним головою Асоціації.
Член Національної ради України з питань телебачення і радіомовлення у 2003—2010 рр., відповідальний секретар Національної ради. При обранні набрала 295 голосів народних депутатів України. На посаді члена Нацради опікувалася підтримкою регіональних телерадіокомпаній.
У 2017—2019 роках — член Наглядової ради Національної суспільної телерадіокомпанії України, перша голова Наглядової ради НСТУ. Обрана до наглядової ради від громадських організацій у сфері журналістики.
Член дорадчих органів при президентах Вікторові Ющенку та Володимирі Зеленському:
- член Національної комісії з утвердження свободи слова та розвитку інформаційної галузі з 5 липня 2006 року.[10]
- член Ради з питань свободи слова та захисту журналістів при Президентові України з 6 листопада 2019 року.[11]